# NGC 6744
NGC 6744 هي مجرة حلزونية متوسطة تبعد حوالي 30 مليون سنة ضوئية تقع في كوكبة الطاووس (كوكبة). ويعتقد أنها واحدة من المجرات الحلزونية مثل درب التبانة في منطقتنا المجاورة مباشرة، كما أن لديها على الأقل مجرة مصاحبة مشوهة (NGC 6744A) تشبه سطحيا غيوم ماجلاني. تم اكتشاف مستعر أعظم في المجرة في عام 2005.

## صور

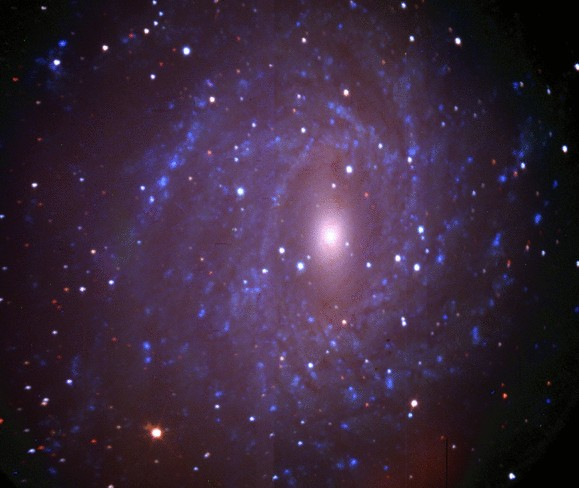
NGC 6744
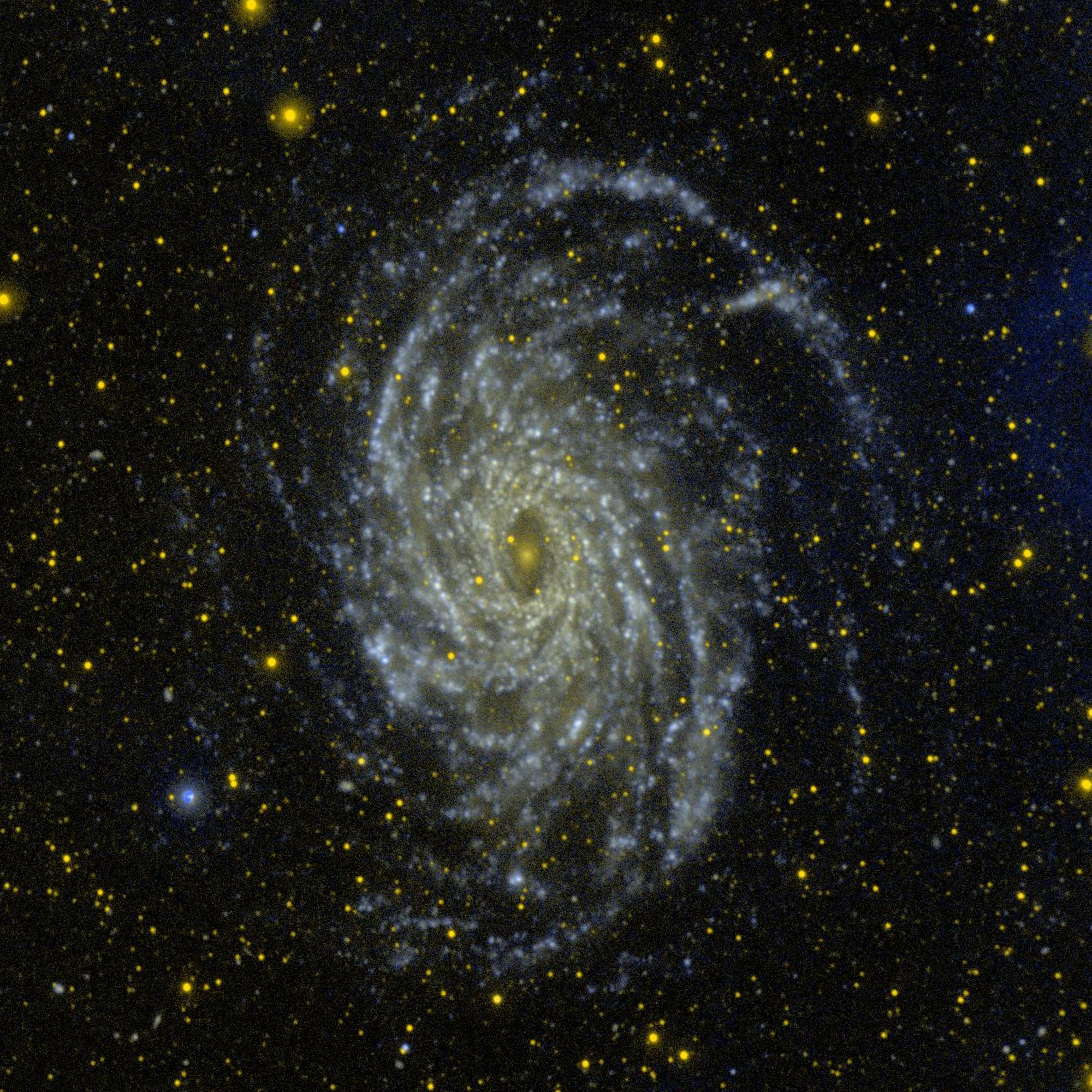
NGC 6744
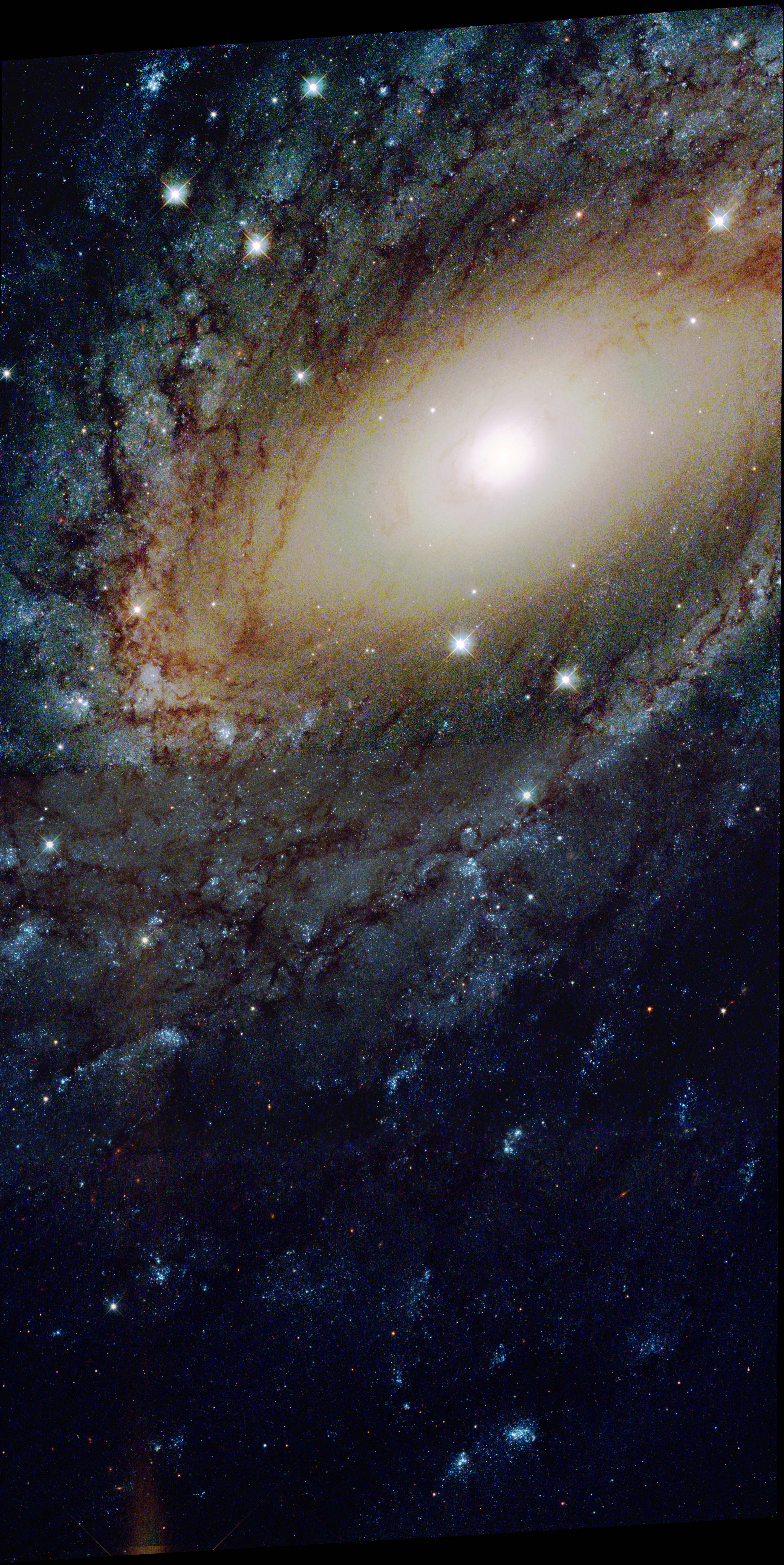
NGC 6744

## وصلات خارجية
- NGC 6744 على موقع ويكي سكاي: DSS2, SDSS, GALEX, IRAS, Hydrogen α, X-Ray, Astrophoto, Sky Map, Articles and images